# Cholé Cholé Cholé
Cholé Cholé Cholé, ou Chouli chouli est une chanson algérienne du genre raï, à l'origine un hymne des supporters algériens. Au fil des années, elle a connu plusieurs reprises et adaptations.

## Histoire
Chouli chouli est un hymne des supporters algériens dédié à l'équipe d'Algérie de football. Elle est d’abord chantée par un raïmen cheb Nani.
La version originale est changée par Nourredine Marsaoui en 1996. L'expression « Cholé, cholé » est une invention familière locale basée sur l'expression française tronquée « Choles [Algériens] ». Chouli (« Chollet »), désigne également un quartier populaire dans la périphérie immédiate du centre d'Oran.
Nourredine Marsaoui, chanteur de raï, se fait remarquer dans les années 1990 où il détourne à l'origine un hymne des supporteurs de la ville d'Oran et écrit les paroles de la musique. Cette chanson propose un hit-parade sans fioritures des destinations d'émigration : Paris daroulha chen/saha fi lallemagne (« Paris à la réputation usurpée/rien de plus sûr que l'Allemagne »).
Cholé Cholé Cholé fait l'objet de plusieurs reprises par d'autres artistes depuis sa création. Des versions plus morales telles que Sobri, sobri (« Patiente, patiente ») ainsi que des versions locales se succèdent, portées par les supporters des stades et les fêtards des soirées de mariage et des discothèques. Cette chanson a été reprise à l'occasion de l’accueil de la délégation de l’équipe du Maroc de football lors de la préparation à la coupe du monde de football 2022.

## Extrait des paroles
« Chouli chouli, les Algériens danger

Ya derbou bel khodmi

Chwaker fel monde entier »
— Nourredine Mersaoui, « Cholet, cholet » (1997)

« Chollet, Chollet, les Algériens danger

Ils manient le couteau

Ce sont des « marlous » dans le monde entier »